# Gueltat Sidi Saad
Gueltat Sidi Saad là một đô thị thuộc tỉnh Laghouat, Algérie. Dân số thời điểm năm 2002 là 10.629 người.